# Upplands runinskrifter 225
Upplands runinskrifter 225, med signum U 225, är en runsten i Bällsta, Vallentuna kommun i Uppland. Den står kvar på sin ursprungliga plats på Arkils tingstad, Vallentuna härads äldsta tingsplats. U 225 utgör ett monument tillsammans med den närbelägna U 226.

## Stenen
Stenen avtecknades på 1700-talet tillsammans med tingsplatsen och  U 226 av Johan Peringskiöld. Vid denna tid fanns också en nu försvunnen stenrad som förband de två runstenarna.
Personerna som figurerar i texten tillhörde den så kallade Skålhamrasläkten, en känd stormannasläkt som även låtit resa ett flertal andra runstenar runt Vallentunasjön. Ristningen är till minne efter fadern Ulv och tillsammans med inskriften på dess parsten U 226 fördjupas ritualerna inför denna hedersbetygelse.  Båda stenarna antas vara skapade av en runmästare med namnet Gunnar.
Texten som bland annat är skriven på vers, så kallad fornyrdislag, har en fortsättning på U 226 och de båda texterna är i sin helhet en av de längsta i Uppland. Den från runor översatta inskriften följer nedan:

## Inskriften på U 225
Translitterering av runraden:
... uk · arkil · uk · kui · þiʀ · kariþu · iar · þikstaþ ... ...unu · iki mirki · maiʀi · uirþa · þan · ulfs · suniʀ · iftiʀ · kir... ...iʀ · suinaʀ · at · sin · faþur
Normalisering till runsvenska:
[Ulfkell](?) ok Arnkell ok Gyi þæiʀ gærðu hiar þingstað ... [M]unu æigi mærki mæiʀi verða, þan Ulfs syniʀ æftiʀ gær[ðu], [sniall]iʀ svæinaʀ, at sinn faður.
Översättning till nusvenska:
(Ulvkell) och Arnkel och Gye de gjorde här tingplats - Ej skall en minnesvård bliva större än den Ulvs söner gjorde efter honom raska (?) svenner efter sin fader.

## Fortsättningen på U 226
Inskriftens fortsättning på U 226 översatt till nusvenska lyder sålunda:

"De reste stenar och staven gjorde också den höga till hederstecken. Även Gyrid älskade maken. Därför i tårar skall talas om honom. Gunnar högg stenen."

## Fler bilder

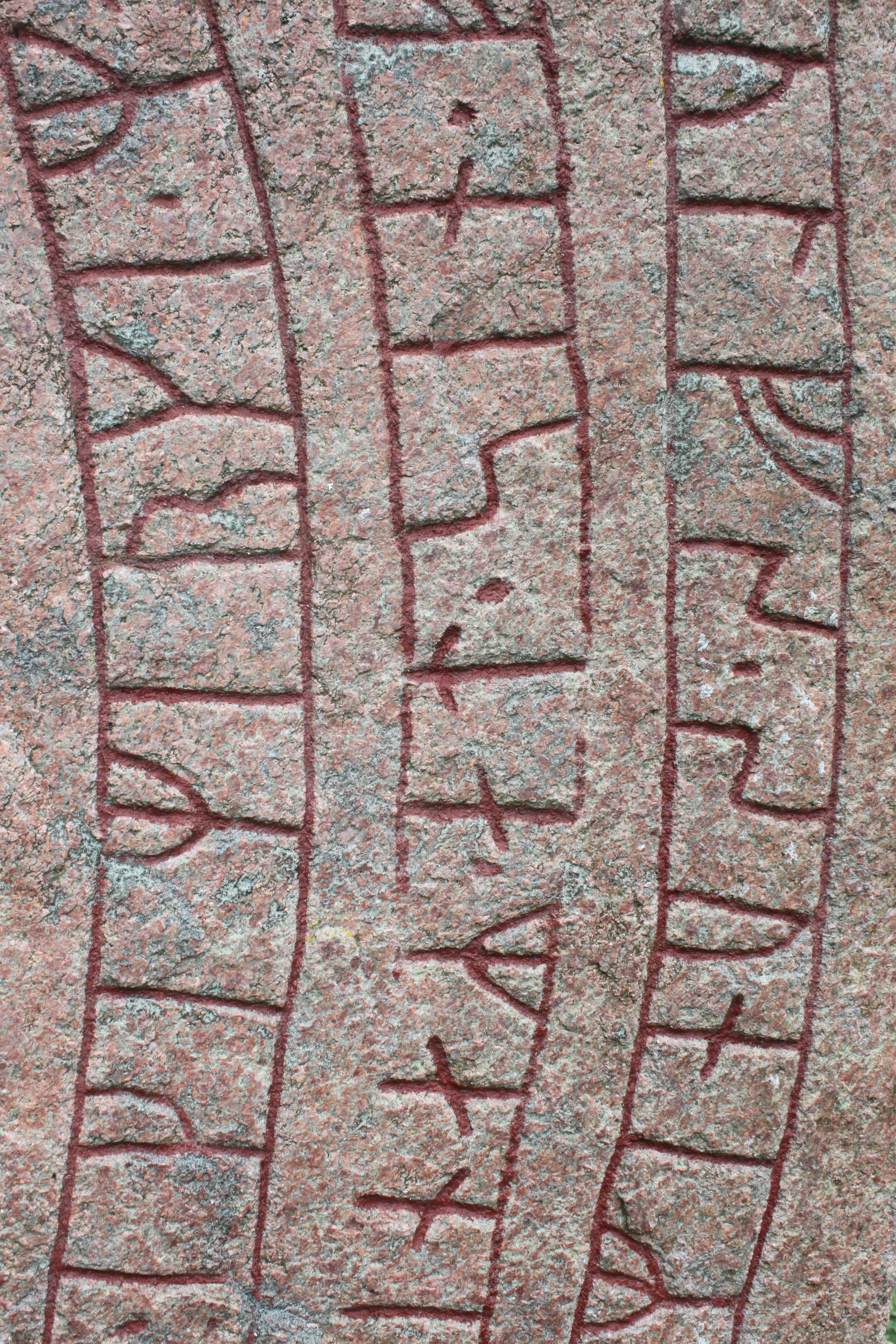
Detalj, U 225.
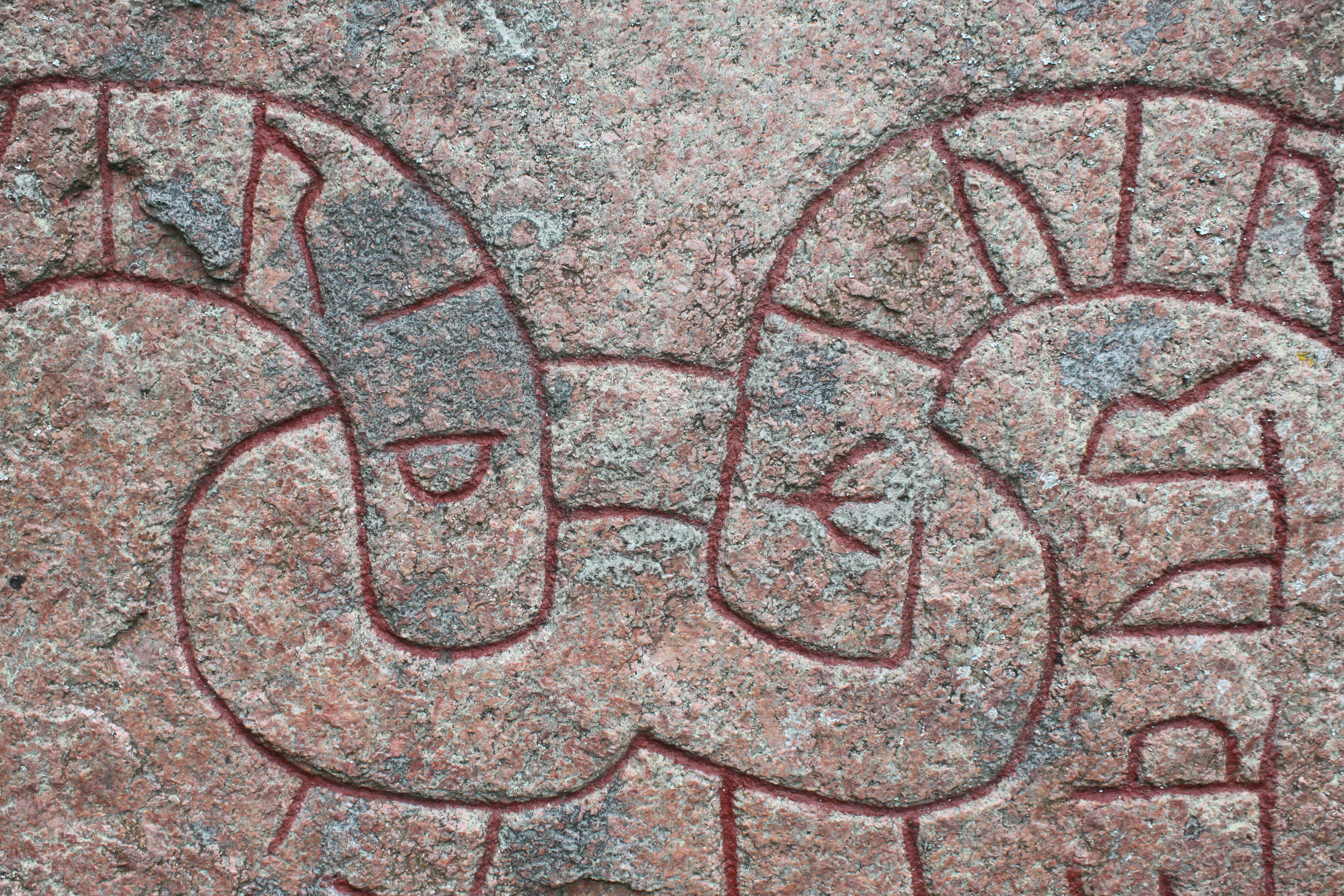
Detalj, U 225.
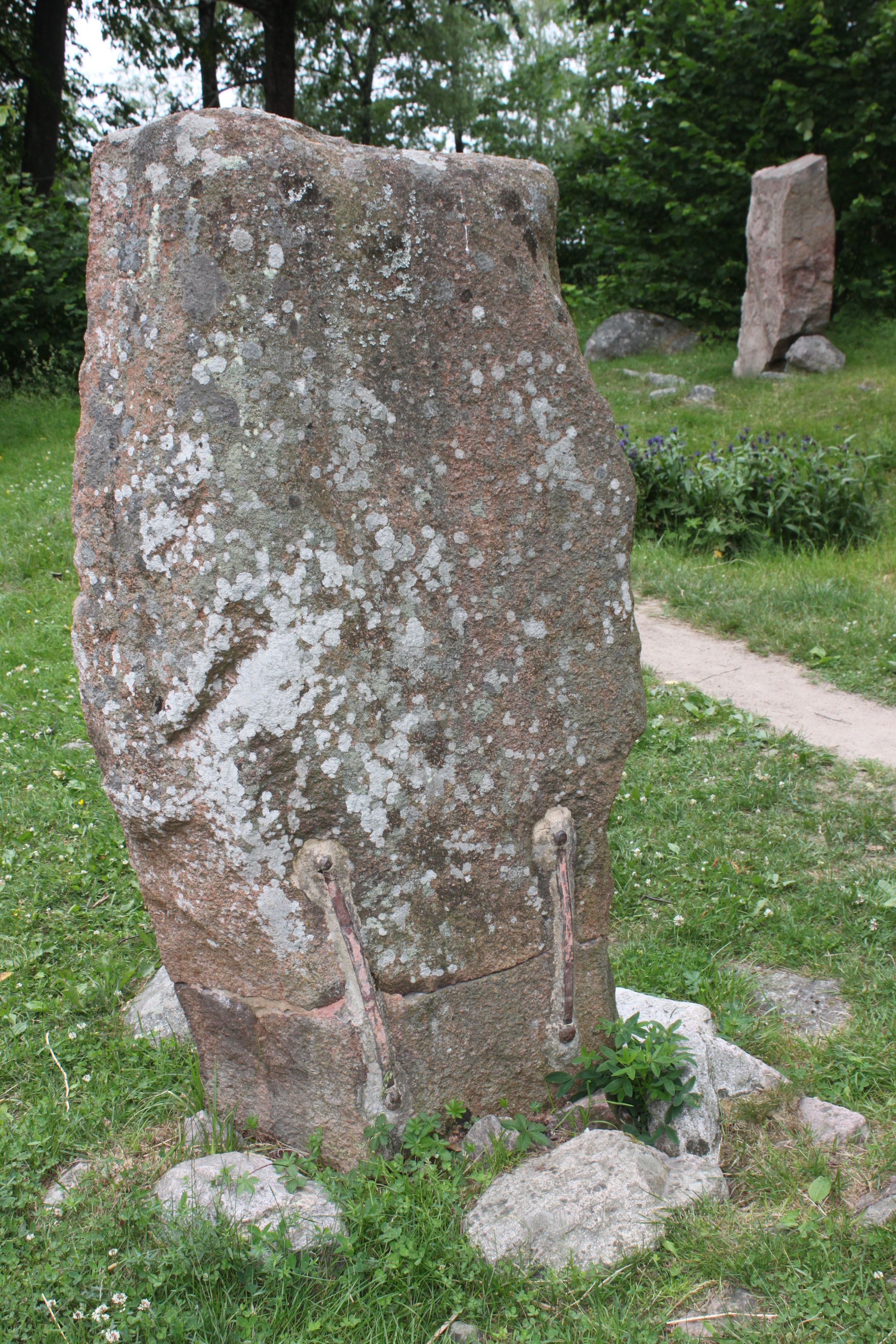
Baksidan, U 225.
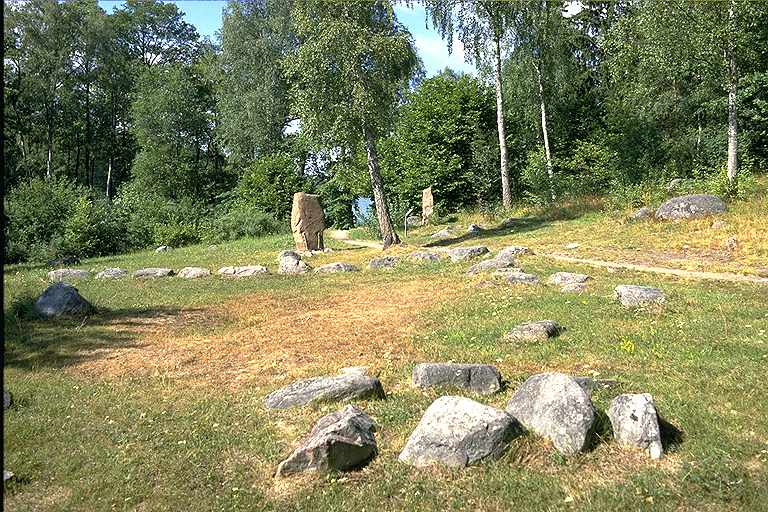
U 225 och U 226.

### Webbkällor
- Riksantikvarieämbetets webbplats - "Bällsta" (Läst 2009-07-03)